# Olodumarê
Olodumarê (em iorubá: Olódùmarè), também chamado Olorum (Ọlọrun), é um conceito de Ser Supremo e Deus presente nas religiões Iorubá e afrodescendentes, como o Culto de Ifá, Umbanda e Candomblé. Olódùmarè se localiza numa dimensão paralela conhecida como Orum, por isso também é aclamado como Senhor do Orum (Ọlọrun). É o Criador de todo o Universo, tanto seu plano espiritual - o Orum - quanto seu plano físico - o Aiê, a Terra -, o universo conhecido ou ainda desconhecido por nós. É criador também dos orixás e do Homem, estabelecendo a existência e o Universo. O Deus Supremo tem três manifestações: Olodumaré é o Criador ; Olorun, governante dos céus; e Olofi ou Olofin é o canal entre Orún (Céu) e Ayé (Terra).
Os humanos não adoram a Olorun de maneira direta, mas sim por intermédios dos Orixás, não havendo áreas sagradas de culto, nem iconografia, nem ordenação especificamente a Olorun. Olorun é periférico, distante e não participa de rituais humanos. Não há santuários ou sacrifícios dedicados diretamente a ele enquanto entidade, embora os seguidores possam enviar orações em sua direção. Para as tradições Iorubás, não há autoridade centralizada; por isso, existem muitas maneiras diferentes pelas quais o povo Iorubá e seus descendentes ou religiões baseadas em Orixás podem entender a ideia de Olorun.
Olorun não tem gênero (não é "O" nem "A" Olorun), e é sempre referido como uma entidade que existe apenas na forma espiritual.  Ainda em África, contribuindo para fenômeno semelhante ao sincretismo religioso ocorrido no Brasil, os missionários cristãos, como Bolaji Idowu, visavam reinterpretar a cultura Iorubá tradicional ligando-a à teologia cristã como uma forma de promover a conversão da população para objetivos exploratórios, de forma que já na primeira tradução da Bíblia para o Iorubá no final de 1800, por Samuel Ajayi Crowther, controversamente nomes iorubás tradicionais como "Olodumare/Olorun" foram adotados para "Deus" e "Exu" para o diabo, começando assim uma associação errônea entre Olorun ao gênero masculino.
Olodumare é a origem da virtude e da mortalidade, e concede o conhecimento das coisas a todas as pessoas quando nascem. Eles são onipotentes, transcendentes, únicos, oniscientes, bons e maus.  Os iorubás chamam Olodumare quando os orixás demonstram relutância ou impossibilidade de ajudar. [ citação necessária ]. Os Orixás são seres sobrenaturais, que podem ser interpretados tanto como de boas ações (egungun) quanto más (ajogun), que representam a atividade humana e as forças naturais. 

## Etimologia
Da língua iorubá, o nome Olorun é uma contração das palavras oní (que denota propriedade ou governo) e ọ̀run (que significa os Céus, morada dos espíritos). O nome Olodumare vem da frase "O ní odù mà rè" que significa "o dono da fonte da criação que não se torna vazia", "ou o Todo Suficiente".

## Citação
| “ | Embora reconhecido e louvado como o Ser Supremo, para Ele não existe culto direto e nem templo individual. De acordo com os mitos da criação iorubá, ele delega poderes aos orixás, como a Orinxalá (o grande orixá funfum), o primeiro a ser criado, também chamado de Orixanlá (Òrìṣà-nlá), e principalmente a Obatalá, em terras iorubás. As tentativas de adaptação dos conceitos teológicos e filosóficos de outras culturas não cabem na concepção teológica iorubá do preexistente, Olodumarê, o gerador de todos os poderes, inclusive o maior deles, o axé, o grande e divino poder, a potente força com a qual Olodumarê criou, através dos orixás, o complexo Orum-Aiê. A teologia iorubá sobre Olodumarê é completamente diferente de todos os conceitos existentes na teologia atual, e precisa ser reconsiderada pelos teólogos africanistas a partir de uma visão tradicional "africana" dos iorubás. O conceito e a visão cristã e muçulmana do monoteísmo não encontra fundamento na religião dos iorubás. A religião tradicional iorubá, assim como todas as religiões dela descendentes na diáspora, não se enquadra nos atuais conceitos teológicos importados e impostos pelos colonizadores e/ou pesquisadores estrangeiros. Estes, por sua vez, não são cuidadosos com os conceitos tradicionais, principalmente os escritores iorubás aculturados e não tradicionalistas quanto à religião. Assim, nenhum dos conceitos teológicos e filosóficos "importados" não podem, sequer por analogia, ser considerados para se estudar a forma e o modo da religiosidade dos iorubás, devendo ser completamente expurgados. Aulo Barretti Filho | ” |